# Chemin de croix (Henri Bles)
Chemin de croix (en néerlandais : Kruisweg) est une peinture à l'huile de l'artiste mosan Henri Bles.

## Histoire
Le tableau a été peint par Henri Bles vers 1525.
Le tableau est acheté en 2007 par le Fonds Léon Courtin - Marcelle Bouché, créé au sein de la Fondation Roi-Baudouin (Patrimoine), à la Galerie Jonckheere à Paris, pour un montant de 200 000 euros. L’œuvre est mise en dépôt au TreM.a (Musée des arts anciens du Namurois) à Namur,.

## Description
Le tableau représente le Chemin de croix du Christ, un des sujets de prédilection du peintre. Ses dimensions inhabituelles (14,5 × 69 cm) et la taille démesurée des personnages représentés en font une œuvre exceptionnelle au sein du corpus de l’artiste. Dans les autres tableaux de Bles, les figures apparaissent trois fois plus petites que dans cette composition.